# Sabethes
Sabethes is een muggengeslacht uit de familie van de steekmuggen (Culicidae).

## Soorten
- S. albiprivus Theobald, 1903
- S. amazonicus Gordon & Evans, 1922
- S. aurescens (Lutz, 1905)
- S. batesi Lane & Cerqueira, 1942
- S. belisarioi Neiva, 1908
- S. bipartipes Dyar & Knab, 1906
- S. conditus Moses, Howard & Harbach, 2000
- S. cyaneus (Fabricius, 1805)
- S. chloropterus (von Humboldt, 1819)
- S. fabricii Lane & Cerqueira, 1942
- S. forattinii Cerqueira, 1961
- S. glaucodaemon (Dyar & Shannon, 1925)
- S. gorgasi Duret, 1971
- S. gymnothorax Harbach & Petersen, 1992
- S. hadrognathus Harbach, 1995
- S. identicus Dyar & Knab, 1907
- S. idiogenes Harbach, 1994
- S. ignotus Harbach, 1995
- S. intermedius (Lutz, 1904)
- S. lanei Cerqueira, 1961
- S. luxodens Hall, Howard & Harbach, 1999
- S. melanonymphe Dyar, 1924
- S. nitidus Theobald, 1901
- S. ortizi Vargas & Diaz Nájera, 1961

- S. paradoxus Harbach, 2002
- S. paraitepuyensis Anduze, 1941
- S. petrocchiae (Shannon & del Ponte, 1928)
- S. purpureus (Theobald, 1907)
- S. quasicyaneus Peryassú, 1922
- S. schnusei (Martini, 1931)
- S. shannoni Cerqueira, 1961
- S. soperi Lane & Cerqueira, 1942
- S. spixi Cerqueira, 1961
- S. tarsopus Dyar & Knab, 1908
- S. tridentatus Cerqueira, 1961
- S. undosus (Coquillett, 1906)
- S. whitmani Lane & Cerqueira, 1942
- S. xenismus Harbach, 1995
- S. xhyphydes Harbach, 1994